# علي الجبوري
علي الجبوري هو الأمين العام للمجلس السياسي للمقاومة العراقية، الذي تشكل في عام 2007م، ويضم أربعة من كبرى فصائل المقاومة العراقية وعلى رأسهم الجيش الإسلامي في العراق، وجماعة أنصار السنة، والجبهة الإسلامية للمقاومة العراقية (جامع)، وحركة المقاومة الإسلامية (حماس العراق).